# 亚历克斯·布莱克韦尔
罗伯特·亚历山大·布莱克韦尔（英語：Robert Alexander Blackwell，1970年6月27日—）是美国NBA联盟前职业篮球运动员。